# Салін (округ, Арканзас)
Шаблон:StateAbbr_ 34°39′04″ пн. ш. 92°40′54″ зх. д. / 34.651111111111° пн. ш. 92.681666666667° зх. д.
Округ Салін (англ. Saline County) — округ (графство) у штаті Арканзас, США. Ідентифікатор округу 05125.

## Історія
Округ утворений 1835 року.

## Демографія
За даними перепису
2000 року
загальне населення округу становило 83529 осіб, зокрема міського населення було 41937, а сільського — 41592.
Серед мешканців округу чоловіків було 41367, а жінок — 42162. В окрузі було 31778 домогосподарств, 24489 родин, які мешкали в 33825 будинках.
Середній розмір родини становив 2,94.
Віковий розподіл населення поданий у таблиці:
| Стать    | До 15 років | 15-21 | 22-29 | 30-39 | 40-49 | 50-65 | 65-85 | Понад 85 |
| -------- | ----------- | ----- | ----- | ----- | ----- | ----- | ----- | -------- |
| Чоловіки | 8973        | 3980  | 4036  | 6476  | 6345  | 6976  | 4276  | 305      |
| Жінки    | 8495        | 3595  | 4151  | 6485  | 6337  | 7260  | 5083  | 756      |

## Суміжні округи
- Пуласкі — північний схід
- Грант — південний схід
- Гот-Спрінгс — південний захід
- Гарленд — захід
- Перрі — північний захід

## Виноски
1. ↑  U.S. Decennial Census. United States Census Bureau. Архів оригіналу за 12 травня 2015. Процитовано 27 серпня 2015.
2. ↑  Historical Census Browser. University of Virginia Library. Архів оригіналу за 11 серпня 2012. Процитовано 27 серпня 2015.
3. ↑  Forstall, Richard L., ред. (27 березня 1995). Population of Counties by Decennial Census: 1900 to 1990. United States Census Bureau. Архів оригіналу за 24 вересня 2015. Процитовано 27 серпня 2015.
4. ↑  Census 2000 PHC-T-4. Ranking Tables for Counties: 1990 and 2000 (PDF). United States Census Bureau. 2 квітня 2001. Архів оригіналу (PDF) за 18 грудня 2014. Процитовано 27 серпня 2015.
5. ↑  State & County QuickFacts. United States Census Bureau. Архів оригіналу за 18 липня 2011. Процитовано 19 травня 2014. [Архівовано 2011-06-07 у Wayback Machine.](англ.) Наведено за англійською вікіпедією.
6. ↑  American FactFinder. Бюро перепису населення США. Архів оригіналу за 26 лютого 2012. Процитовано 31 січня 2008. [Архівовано 2008-05-21 у Wayback Machine.]

| США | Це незавершена стаття з географії США. Ви можете допомогти проєкту, виправивши або дописавши її. |